# 湯田温泉駅
湯田温泉駅（ゆだおんせんえき）は、山口県山口市今井町にある、西日本旅客鉄道（JR西日本）山口線の駅である。

## 歴史
- 1913年（大正2年）2月20日：鉄道院山口線小郡駅（現・新山口駅） - 山口駅間開通時に、湯田駅（ゆだえき）として開設[1]。一般駅[2]。
  - 当時の所在地表示は山口県吉敷郡下宇野令村であった。
- 1915年（大正4年）7月1日：山口町（第3次）成立に伴い、所在地表示が山口県吉敷郡山口町下宇野令となる。
- 1929年（昭和4年）4月10日：山口市（第1次）成立に伴い、所在地表示が山口県山口市下宇野令となる。
- 1944年（昭和19年）4月1日：山口市（第2次）成立に伴い、所在地表示が山口県山口市下宇野令となる。
- 1961年（昭和36年）3月20日：湯田温泉駅（ゆだおんせんえき）に改称[3]。
- 1962年（昭和37年）12月1日：貨物取扱廃止[2]。
- 1965年（昭和40年）6月1日：住居表示実施に伴い、所在地表示が山口県山口市今井町となる[4]。
- 1985年（昭和60年）3月14日：荷物扱い廃止[2]。
- 1987年（昭和62年）4月1日：国鉄分割民営化に伴い、JR西日本の駅となる[5]。
- 1992年（平成4年）11月：みどりの窓口営業開始。
- 2005年（平成17年）10月1日：山口市（第3次）成立に伴い、所在地表示が現行のものとなる。
- 2021年（令和3年）
  - 6月30日：この日限りでみどりの窓口営業終了[6]。
  - 7月1日：みどりの券売機プラス導入[6]。
- 2022年（令和4年）6月：新山口管理駅長直轄となり、当駅駅長廃止[7]。
- 2023年（令和5年）4月1日：ICカード「ICOCA」の一部サービスが利用可能となる[8][9]。

## 駅構造
北側（益田方面に向かって左側）に単式ホーム1面1線を有する地上駅（停留所）。南側には以前使用されていたホーム跡が残っており、2010年夏に山口芸術短期大学の学生により湯田温泉関連の絵が描かれたパネルが設置されている。
新山口駅管理の業務委託駅（JR西日本中国交通サービス受託）。駅舎はホーム新山口寄りにある。
2011年（平成23年）には山口市まちなか整備事業の一環として当駅駅前整備が行われた。具体的には利用率の高い駐輪場を拡張して収容台数を594台から800台まで増やし、同時にトイレ整備や足湯新設を行うもので、工事期間中は駅から約50m西側の休耕田を市が借上げて臨時駐輪場とし、駐輪ラックを移設後に元の駐輪場・トイレを閉鎖し、本工事に着手している。おいでませ! 山口国体までの完成を目指して工事が実施された。

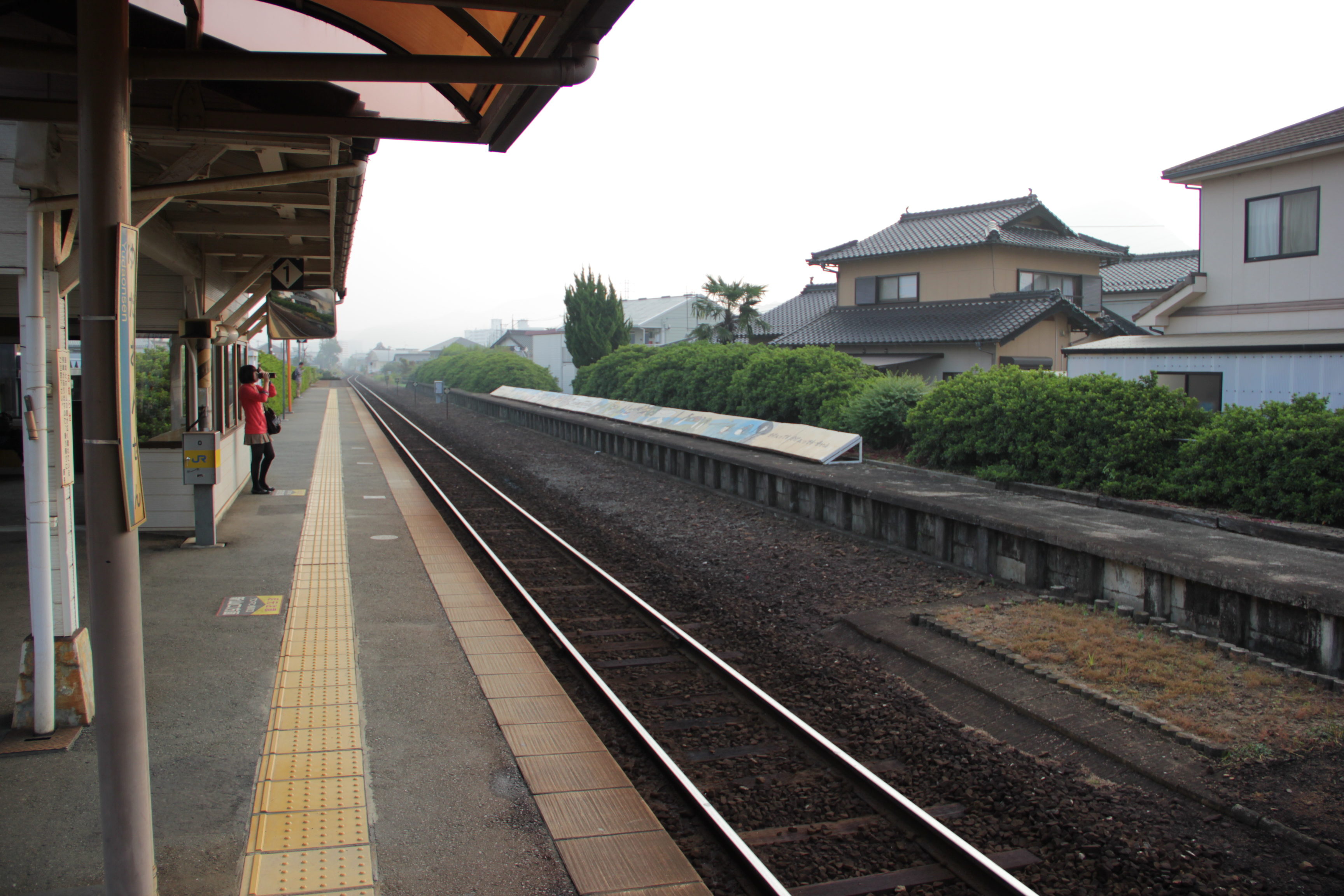
ホーム（2011年11月）
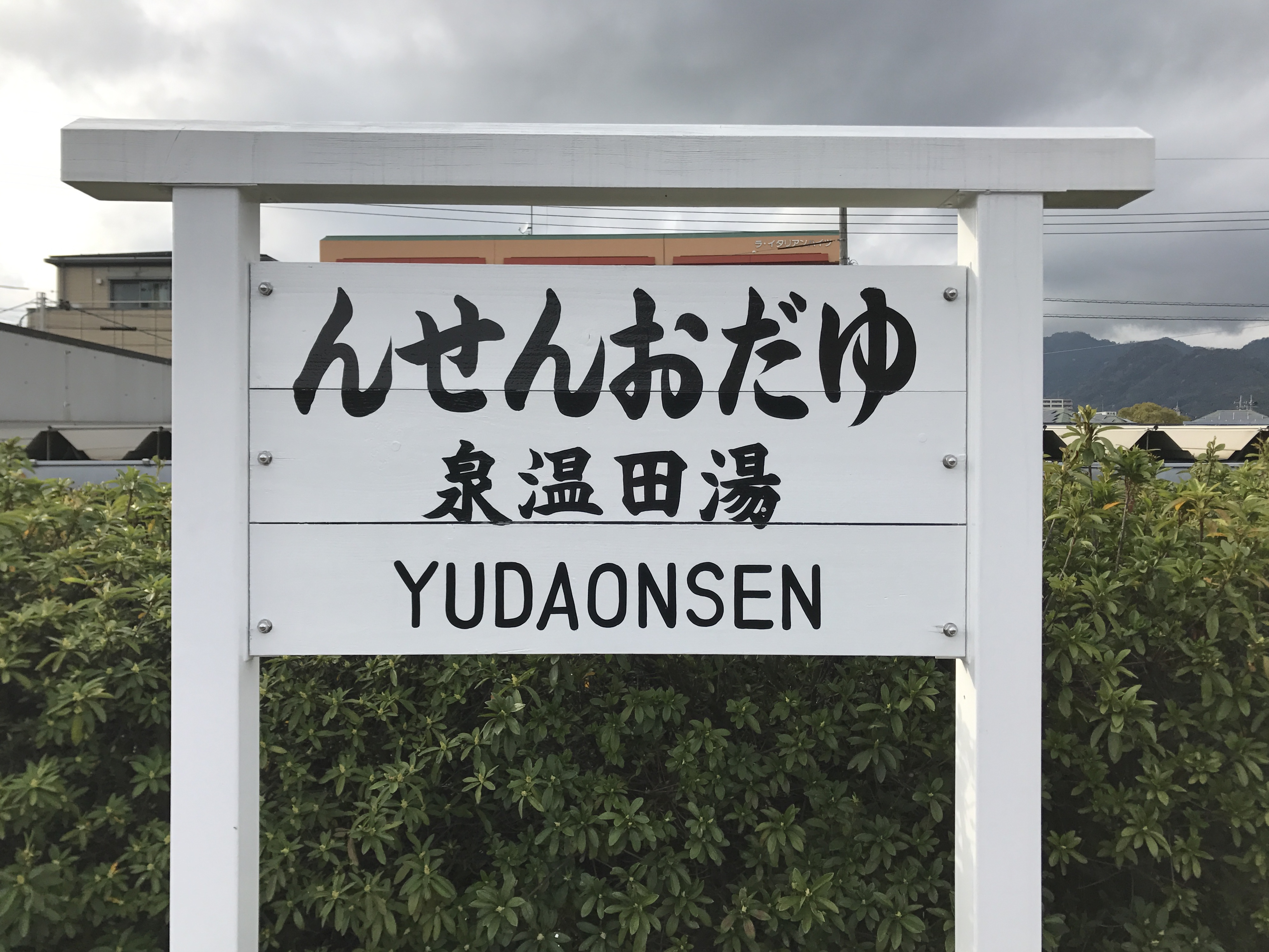
観光用駅名標（2017年4月）

### 店舗等
- 駅構内にはKioskがあったが閉店、解体され跡形も無くなっている。

## 利用状況
近年の1日平均乗車人員の推移は以下の通り。
| 乗車人員推移 | 乗車人員推移 |
| 年度         | 1日平均人数  |
| ------------ | ------------ |
| 1999         | 935          |
| 2000         |              |
| 2001         | 1,017        |
| 2002         | 999          |
| 2003         | 998          |
| 2004         | 1,047        |
| 2005         | 1,042        |
| 2006         | 1,073        |
| 2007         | 1,087        |
| 2008         | 1,143        |
| 2009         | 1,068        |
| 2010         | 1,105        |
| 2011         | 1,167        |
| 2012         | 1,157        |
| 2013         | 1,158        |
| 2014         | 1,144        |
| 2015         | 1,241        |
| 2016         | 1,243        |
| 2017         | 1,281        |
| 2018         | 1,300        |
| 2019         | 1,242        |
| 2020         | 842          |
| 2021         | 895          |
| 2022         | 1,108        |

## 駅周辺
湯田“温泉”駅を名乗るが、湯田温泉の温泉街は駅前から北に延びる県道湯田停車場線を約400m進んだところが温泉街の南端になり、中原中也記念館、井上公園（旧・高田公園）などのある温泉街の中心は更に約300m先（駅から約700m、徒歩約10分）の県道宮野大歳線（旧国道9号）沿いになる。各方面への路線バス・高速バスが発着する「湯田温泉通」バス停は温泉街の中心エリアにある。なお、駅前には旅館案内所がある（観光案内所は温泉街の中心に置かれている）。
椹野川を渡って徒歩約20分の場所には山口大学吉田キャンパスがあり、学生街入口駅の顔も持つ。
駅最寄りのバス停は県道陶湯田線沿いの跨線橋北詰にある「湯田温泉駅入口」バス停（駅から徒歩約5分）。中国JRバス・防長交通の山口大学方面の路線が停車する。
- 山口コ・メディカル学院
- 山口刑務所
- 所郁太郎墓
- ウェスタまるき 山口湯田店
- アルク平川店
- ホテルルートイン山口 湯田温泉
- 萩山口信用金庫 平川支店

## 隣の駅
※特急「スーパーおき」・臨時快速「SLやまぐち号」の隣の停車駅は各列車記事を参照のこと。
西日本旅客鉄道（JR西日本）
■山口線
矢原駅 - 湯田温泉駅 - 山口駅